# HFC EDO in het seizoen 1960/61
Het seizoen 1960/1961 was het zevende jaar in het bestaan van de Haarlemse betaaldvoetbalclub EDO. De club kwam uit in de Eerste divisie A en eindigde daarin op de 17e plaats, dit hield in dat er een beslissingswedstrijd gespeeld moest worden tegen de nummer 17 uit divisie B. De wedstrijd tegen Helmond werd met 6–2 verloren. De promotie/degradatiewedstrijden tegen Wilhelmina werden over drie wedstrijden verloren en degradeerde de club naar de Tweede divisie. Tevens deed de club mee aan het toernooi om de KNVB beker, hierin werd de club in de groepsfase uitgeschakeld.

## Wedstrijdstatistieken

### Eerste divisie A
|       | AGOVV | BVV   | D.F.C. | Enschedese Boys | Fortuna | Helmondia '55 | Hermes DVS | HVC   | KFC   | Leeuwarden | Limburgia | RBC   | Stormvogels | Veendam | Vitesse | Volendam | De Volewijckers |
| ----- | ----- | ----- | ------ | --------------- | ------- | ------------- | ---------- | ----- | ----- | ---------- | --------- | ----- | ----------- | ------- | ------- | -------- | --------------- |
| Thuis | 2 – 1 | 1 – 4 | 0 – 4  | 5 – 4           | 2 – 3   | 1 – 0         | 2 – 3      | 4 – 1 | 1 – 2 | 1 – 1      | 1 – 3     | 0 – 1 | 1 – 4       | 2 – 4   | 1 – 2   | 0 – 2    | 1 – 2           |
| Uit   | 3 – 4 | 1 – 2 | 4 – 0  | 4 – 1           | 1 – 1   | 3 – 3         | 0 – 1      | 5 – 1 | 1 – 0 | 1 – 3      | 5 – 2     | 1 – 1 | 2 – 0       | 6 – 0   | 5 – 1   | 1 – 1    | 4 – 1           |

#### Beslissingswedstrijd tegen nummer 17 divisie B
| Wedstrijd tegen nummer 17 divisie B                                                         | Helmond                                                                 | 6 – 2 (3 – 1) | EDO                                     |
| 25 juni 1961 Plaats: Breda Beatrixstraat Toeschouwers: 1.500 Scheidsrechter: Jan Bronkhorst | Van de Kerkhof 24', 31', 50' Wim van der Plas 44', 78' Thieu Houben 64' |               | 5' Doby Peters 75' (pen.) Leen Plaizier |

#### Degradatiewedstrijden
| Wedstrijd 1                                                                                                 | Wilhelmina                                                  | 3 – 2 (1 – 0) | EDO                                        |
| 2 juli 1961 Plaats: 's-Hertogenbosch De Wolfsdonken Toeschouwers: 6.500 Scheidsrechter: Andries van Leeuwen | Wim van den Hurk 41' Theo Borsten 65' Jo Konings 88' (pen.) |               | 59' Ton Breeuwer 85' (pen.) Henk Leonhardt |
| Wedstrijd 2                                                                                                 | EDO                                                         | 3 – 1 (1 – 1) | Wilhelmina                                 |
| 9 juli 1961 Plaats: Haarlem Noordersportpark Toeschouwers: 6.500 Scheidsrechter: André La Croix             | Ferry Kock 12' Henk Belfroid 82' Hans Spiers 83'            |               | 36' Wim van den Hurk                       |
| Beslissingswedstrijd                                                                                        | Wilhelmina                                                  | 3 – 2 (1 – 1) | EDO                                        |
| 16 juli 1961 Plaats: Utrecht Galgenwaard Toeschouwers: 6.000 Scheidsrechter: Wim Beltman                    | Martin Kastelijn 14' Wim van den Hurk 66' Theo Borsten 77'  |               | 18' Ton Breeuwer 90' Ferry Kock            |

### KNVB beker
| Groepsfase                                        | EDO                                                                      | 3 – 2 (2 – 2) | RCH                                 |
| 14 augustus 1960 Plaats: Haarlem Noordersportpark | Ferry Kock 10' Jaap Duivenvoorden 35' E. Nijman 75'                      |               | –', –' Jan Honout                   |
| Groepsfase                                        | DHC                                                                      | 6 – 2 (3 – 2) | EDO                                 |
| 17 augustus 1960 Plaats: Delft Brasserskade       | Piet Zeegers –', –', –' Joop Fluit –' (pen.) Frans Stallen Cor van Galen |               | –' (pen.) Henk Leonardt Hans Spiers |
| Groepsfase                                        | Haarlem                                                                  | 4 – 1 (1 – 1) | EDO                                 |
| 18 september 1960 Plaats: Haarlem Jan Gijzenkade  | Jaap Dorenbos –', –' Nico Jonker 50' Fred Boom                           |               | 35' Jaap Duivenvoorden              |
| Groepsfase                                        | EDO                                                                      | 0 – 1 (0 – 0) | ADO                                 |
| 30 oktober 1960 Plaats: Haarlem Noordersportpark  |                                                                          |               | 48' Wim Waasdorp                    |

## Statistieken EDO 1960/1961

### Eindstand EDO in de Nederlandse Eerste divisie A 1960 / 1961
| Stand | Gespeeld | Gewonnen | Gelijk | Verloren | Punten | Doelpunten voor | Doelpunten tegen |
| ----- | -------- | -------- | ------ | -------- | ------ | --------------- | ---------------- |
| 17e   | 34       | 8        | 5      | 21       | 21     | 47              | 88               |

### Topscorers
| #      | Naam               | Goal |
| ------ | ------------------ | ---- |
| 1.     | Doby Peters        | 14   |
| 2.     | Jaap Duivenvoorden | 10   |
| 3.     | H. van Beekum      | 5    |
| 4.     | Ton Breeuwer       | 3    |
| 4.     | Leen Plaizier      | 3    |
| 4.     | Hans Spiers        | 3    |
| 7.     | Henk Belfroid      | 2    |
| 8.     | Chris Berends      | 1    |
| 8.     | Gabriël            | 1    |
| 8.     | De Kleijn          | 1    |
| 8.     | Ferry Kock         | 1    |
| 8.     | Cor Koene          | 1    |
| 8.     | Rob Koster         | 1    |
| 8.     | E. Nijman          | 1    |
| Totaal | Totaal             | 47   |

| #      | Naam          | Goal |
| ------ | ------------- | ---- |
| 1.     | Doby Peters   | 1    |
| 1.     | Leen Plaizier | 1    |
| Totaal | Totaal        | 2    |

| #      | Naam           | Goal |
| ------ | -------------- | ---- |
| 1.     | Ton Breeuwer   | 2    |
| 1.     | Ferry Kock     | 2    |
| 3.     | Henk Belfroid  | 1    |
| 3.     | Henk Leonhardt | 1    |
| 3.     | Hans Spiers    | 1    |
| Totaal | Totaal         | 7    |

| #      | Naam               | Goal |
| ------ | ------------------ | ---- |
| 1.     | Jaap Duivenvoorden | 2    |
| 2.     | Ferry Kock         | 1    |
| 2.     | Henk Leonardt      | 1    |
| 2.     | E. Nijman          | 1    |
| 2.     | Hans Spiers        | 1    |
| Totaal | Totaal             | 6    |